# Ciro Ceruti
Ciro Ceruti (Napoli, 20 maggio 1971) è un attore, regista teatrale e autore italiano.

## Biografia
Cresciuto a San Giorgio a Cremano, comune alle porte di Napoli, nel 2001 debutta come attore, autore e regista dello spettacolo Sesto sesso.
È autore e regista di numerose commedie, tra le quali Il pidocchio, A tutti ma non a me, Nel momento giusto nel posto sbagliato, La sfortuna non esiste, Miracoli di seta, La tempesta perfetta e Doppia Coppia. È inoltre coautore, con Ciro Villano, di Piccoli segreti, Click, Come in terra...così in cielo, Porno subito, Naufregati, Tre sette col morto e Fino a prova contraria.
Nel 2002, scrive ed interpreta, ancora con Ciro Villano, la sitcom Fuori corso, in onda fino al 2014 su Canale 9, firmando 204 puntate.
Nel 2007, scrive a quattro mani, con Paolo Caiazzo, una seconda sitcom, Chiacchiere & distintivo: trenta puntate, di cui è anche interprete, in onda su Canale 34. Nello stesso anno partecipa al Roma Fiction Fest con Gemelli e diversi, situation comedy di cui è autore e regista.
Nel 2011, sempre con Ciro Villano, scrive e dirige il suo primo film, Fallo per papà. Due anni dopo sarà ancora nelle sale con La legge è uguale per tutti...forse.
Protagonista ed autore della sitcom live Fatti unici, in onda su Rai 2, scrive e recita anche in Famiglia all'incontrario, trasmessa dalla stessa rete nel 2022.
Nel 2020, la sua web serie Vita vince il premio internazionale Digital Media Fest.
Ciro Ceruti è inoltre autore dei testi del duo comico Gli Arteteca, nel cast di Made in Sud.

## Televisione
- TeleGaribaldi (2001-2002) - Canale 9
- Fuori corso (2002-2014) - Canale 9
- Chiacchiere & distintivo (2007) - Canale 34 Telenapoli
- Fatti unici (2015-2018) - Rai 2 e Rai Premium
- Vita (2021) - Canale 8
- Made in sud (2022) - Rai 2
- Famiglia all'incontrario (2022) - Rai 2
- SNAP (senza nulla a pretendere) (2024)  -  Canale 21
- KAOS - Canale 21

### Web series
- Vita (2020) - Autore, regista e protagonista
- Kaos (2022) - Autore, regista e protagonista

## Filmografia

### Cinema
- Ci sta un francese, un inglese e un napoletano (2008) - Attore - Regia di Eduardo Tartaglia
- Fallo per papà (2012) - Sceneggiatore, regista ed attore
- La legge è uguale per tutti...forse (2014) - Sceneggiatore, regista ed attore
- Vita, cuore, battito (2016) - Sceneggiatore - Regia di Sergio Colabona
- Finalmente sposi (2018) - Sceneggiatore ed attore - Regia di Lello Arena
- Ed è subito sera (2019) - Attore - Regia di Claudio Insegno
- Un pugno di amici (2020) - Sceneggiatore - Regia di Sergio Colabona

## Teatro
- Piccoli segreti di famiglia (2012) -  Autore, protagonista e regista
- Click (2006)  - Autore, protagonista e regista
- La sfortuna non esiste - Autore, protagonista e regista
- Nel momento giusto nel posto sbagliato (2007) - Autore, protagonista e regista
- A tutti ma non a me (2001) - Autore, protagonista e regista
- Il pidocchio autore  - Protagonista e regista
- Sesto sesso (2001) - Autore, protagonista e regista
- Donna Chiarina pronto soccorso (2001) - Attore
- Miracoli di seta - Autore, protagonista e regista
- Porno subito (2005) - Autore, protagonista e regista
- Naufregati (2009) - Autore, protagonista e regista
- Come in terra...così in cielo (2007) - Autore, protagonista e regista
- Tre sette col morto (2010) - Autore, protagonista e regista
- Fino a prova contraria (2011) - Autore, protagonista e regista
- Doppia coppia (2008) - Autore, protagonista e regista
- Cuori a perdere (2007) - Autore e protagonista
- Non tutti i mali vengono per nuocere (2014) - Autore, protagonista e regista
- I nuovi poveri (2016) - Autore, protagonista e regista
- Cirque du Shatush (2017) - Autore e regista
- Fatti unici. Polvere eri e polvere diventerai (2018) - Autore e protagonista
- Fatti unici. Trovatello (2019) - Autore e protagonista
- Noi veniamo dal teatro - Protagonista e regista
- Vita, ovvero la tempesta perfetta (2021) - Protagonista e regista
- Non mi dire, te l'ho detto (2019) - Attore - regia Paolo Caiazzo
- Shit life (2022) - Autore e regista
- Doppia Koppia (2023) - Autore, protagonista e regista
- Disperso (2025) - Autore, protagonista e regista